# Глубинные широколобки
Глубинные широколобки (лат. Abyssocottinae) — подсемейство глубоководных лучепёрых рыб из семейства рогатковых (Cottidae). Ранее рассматривалось как семейство Abyssocottidae из надсемейства рогаткоподобных (Cottoidea) отряда скорпенообразных (Scorpaeniformes). Эндемики Байкала, 24 вида.

## Описание
Сибирь, озеро Байкал. Встречаются на глубине ниже 170 м. Крупнейший вид семейства Procottus jeittelesii достигает 28 см в длину, а самый мелкий представитель — Procottus gurwici, около 6 см.

## Классификация
24 вида, 7 родов. Иногда их всех включают в состав семейства Cottidae и рода Cottus. В некоторых системах род Cyphocottus Gratzianov, 1902 синонимизируется с родом Limnocottus, а часть видов рода Procottus включается в состав рода Metacottus Taliev, 1946. Ранее объединяли с семейством Cottocomephoridae.
- Род Abyssocottus Berg, 1906 — Глубинные широколобки[1]
  - Abyssocottus elochini Taliev, 1955 — елохинская широколобка[1]
  - Abyssocottus gibbosus Berg, 1906 — белая широколобка[1]
  - Abyssocottus korotneffi Berg, 1906 — малоглазая широколобка[1]
- Род Asprocottus Berg, 1906 — Шершавые широколобки[1]
  - Asprocottus abyssalis Taliev, 1955 — глубоководная шершавая широколобка[1]
  - Asprocottus herzensteini Berg, 1906 — шершавая широколобка[1]
  - Asprocottus intermedius Taliev, 1955 — полуголая широколобка[1]
  - Asprocottus korjakovi minor Sideleva, 2001 — широколобка Корякова[1]
  - Asprocottus minor Sideleva, 2001 — малая широколобка[1]
  - Asprocottus parmiferus Taliev, 1955 — панцирная широколобка[1]
  - Asprocottus platycephalus Taliev, 1955 — плоскоголовая широколобка[1]
  - Asprocottus pulcher Taliev, 1955 — острорылая широколобка[1]
- Род Cottinella Berg, 1907 — Короткоголовые широколобки[1]
  - Cottinella boulengeri (Berg, 1906) — короткоголовая широколобка[1]
- Род Cyphocottus Sideleva, 2003 — Горбатые широколобки[1]
  - Cyphocottus eurystomus (Taliev, 1955) — широкорылая широколобка[1]
  - Cyphocottus megalops (Gratzianov, 1902) — горбатая широколобка[1]
- Род Limnocottus Berg, 1906 — Озёрные широколобки[1]
  - Limnocottus bergianus Taliev, 1935 — плоская широколобка[1]
  - Limnocottus godlewskii (Dybowski, 1874) — крапчатая широколобка[1]
  - Limnocottus griseus (Taliev, 1955) — тёмная широколобка[1]
  - Limnocottus pallidus Taliev, 1948 — узкая широколобка[1]
- Род Neocottus Sideleva, 1982 — Рыхлые широколобки[1]
  - Neocottus thermalis Sideleva, 2002 — тепловодная широколобка[1]
  - Neocottus werestschagini (Taliev, 1935) — рыхлая широколобка[1]
- Род Procottus Gratzianov, 1902 — Красные широколобки[1]
  - Procottus gotoi Sideleva, 2001 — широколобка Гото[1]
  - Procottus gurwicii (Taliev, 1946) — карликовая широколобка[1]
  - Procottus jeittelesii (Dybowski, 1874) — красная широколобка[1]
  - Procottus major Taliev, 1949 — большая широколобка[1]